# Jon Bokenkamp

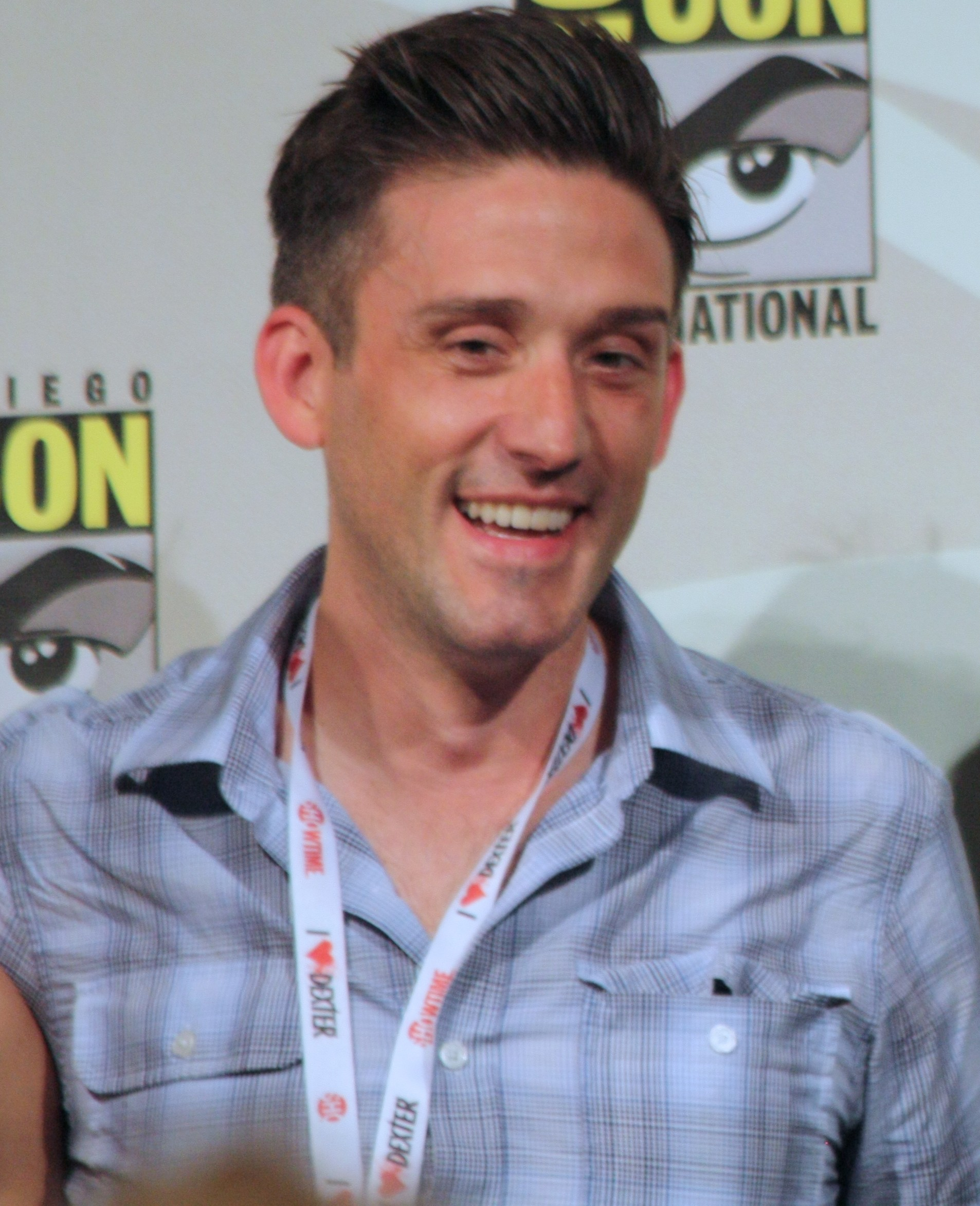
Jon Bokenkamp (2013)

Jon Bokenkamp (* 9. September 1974 in Kearney, Nebraska) ist ein US-amerikanischer Drehbuchautor und Fernsehproduzent, der vor allem als Showrunner der US-amerikanischen NBC-Fernsehserie The Blacklist international bekannt wurde.

## Leben und Karriere
Der 1974 in Kearney im Bundesstaat Nebraska geborene Jon Bokenkamp gewann einen Drehbuchwettbewerb, bevor er durch einen Agenten seinen ersten Auftrag erhielt. Im Jahr 2000 und 2004 schrieb er die Drehbücher zu den beiden Mystery-Thrillern Lethal Mistake – Bis zum letzten Atemzug (bei dem er auch Regie führte), mit Luke Wilson, Norman Reedus, Dennis Farina und Taking Lives – Für Dein Leben würde er töten mit Angelina Jolie. 2007 entstand die Story zur Mystery-Produktion Verführung einer Fremden mit Halle Berry und Bruce Willis in den Hauptrollen. Durch diese Erfolge war er in der Lage in seine Heimatstadt zurückzukehren, wo er 2013 den Hub Freedom Award für seine Arbeiten zur Restaurierung des historischen World Theatre in der Innenstadt von Kearney, Nebraska, erhielt. Im selben Jahr schuf er für den Sender NBC als Ideengeber, Produzent und Drehbuchautor die US-amerikanische Dramaserie The Blacklist. Im Jahre 2021 stieg Bokenkamp als Showrunner nach der achten Staffel aus der Serie aus. Hauptdarsteller der Serie sind James Spader und Megan Boone. Die hohe Popularität der Serie ermöglichte es im Jahr 2017 mit The Blacklist: Redemption ein Spin-off zur Hauptserie zu produzieren. Dort spielten Famke Janssen und Ryan Eggold die Hauptrollen.
Im Jahr 2019 wurde Bokenkamp mit einem Ehrendoktor in Musikkunst von der University of Nebraska Kearney ausgezeichnet.

## Filmografie (Auswahl)

### Drehbuchautor
- 1995: After Sunset: The Life & Times of the Drive-In Theater (Videodokumentarfilm)
- 2000: Lethal Mistake – Bis zum letzten Atemzug (Preston Tylk/Bad Seed)
- 2004: Taking Lives – Für Dein Leben würde er töten (Taking Lives)
- 2007: Verführung einer Fremden (Perfect Stranger)
- 2013: The Call – Leg nicht auf! (The Call)
- 2013–2021: The Blacklist (Fernsehserie)
- 2017: The Blacklist: Redemption (Fernsehserie, 8 Episoden)

### Produzent
- 1995: After Sunset: The Life & Times of the Drive-In Theater (Videodokumentarfilm)
- 2001: Drive-in Movie Memories (Dokumentarfilm)
- 2013–2021: The Blacklist (Fernsehserie)
- 2017: The Blacklist: Redemption (Fernsehserie, 8 Episoden)

### Regisseur
- 1995: After Sunset: The Life & Times of the Drive-In Theater (Videodokumentarfilm)
- 2000: Lethal Mistake – Bis zum letzten Atemzug (Preston Tylk/Bad Seed)